# Saprofag
Uzasadnienie: pokrewne pojęcia

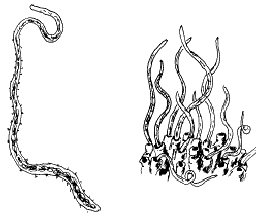
Rureczniki są saprofagami

Saprofag, szczątkojad (gr. sapros – zgniły, phageín – jeść, pożerać) – cudzożywny organizm zwierzęcy odżywiający się martwymi lub rozkładającymi się szczątkami innych organizmów. Są to drobne zwierzęta, głównie bezkręgowce, występujące w wodach i mułach na dnie zbiorników wodnych, w glebie i ściółce leśnej. Saprofagi należą do organizmów saprobiontycznych.
Saprofagi to zwierzęta odżywiające się martwymi szczątkami organicznymi, zarówno pochodzenia roślinnego (fitosaprofagi gr. phytosaprophaga), jak i zwierzęcego (zoosaprofagi gr. zoosaprophaga). Należą do nich również nekrofagi i koprofagi. Saprofagi to duża grupa zwierząt bezkręgowych, która decyduje o procesach dekompozycji i obiegu materii organicznej, rozkładając szczątki organiczne w ekosystemach.
Saprofagami są np. dżdżownice, morskie wieloszczety, strzykwy, rureczniki i nicienie. 
Do saprofagów należą:
- edafony,
- koprofagi,
- nekrofagi.